# El Mina (Liban)
El-Mina, qui signifie « port » en arabe, est le quartier portuaire de Tripoli, situé au Liban nord. 

## Histoire
El-Mina est le quartier portuaire et la face maritime de la ville antique de Tripoli, qui remonte à l'ère phénicienne. 
Vers 800 av. J.-C., des Grecs venus de l'île d'Eubée s'installent sur le site. Ils y fondent un emporion, c'est-à-dire un comptoir commercial. Les Grecs commercent avec les autochtones, c'est-à-dire des Phéniciens.
Le site de Tripolis s'est déplacé à l'intérieur après la reconquête islamique des croisés. Aujourd'hui El-Mina est le quartier du port de Tripoli, ayant son propre conseil municipal au début du XXe siècle, ce qui lui donne une certaine autonomie administrative.

## Îles
El-Mina compte une dizaine d'îles :
- Abdul Wahab ou Bakkar, reliée à la corniche par un pont
- Nakhl ou aux lapins, devenue Réserve naturelle des Îles du Palmier
- Ramkin
- Billan
- Sananée
- Ashak
- Telteh
- Rabba